# Kanton Saint-Pierre-le-Moûtier
Saint-Pierre-le-Moûtier is een kanton van het Franse departement Nièvre. Het kanton maakt deel uit van het arrondissement Nevers.

## Gemeenten
Het kanton Saint-Pierre-le-Moûtier omvatte tot 2014 de volgende 8 gemeenten:
- Azy-le-Vif
- Chantenay-Saint-Imbert
- Langeron
- Livry
- Luthenay-Uxeloup
- Mars-sur-Allier
- Saint-Parize-le-Châtel
- Saint-Pierre-le-Moûtier (hoofdplaats)

Door de herindeling van de kantons bij decreet van 18 februari 2014, met uitwerking op 22 maart 2015, werd het kanton uitgebreid met volgende 9 gemeenten:
- Avril-sur-Loire
- Chevenon
- Dornes
- Fleury-sur-Loire
- Neuville-lès-Decize
- Saint-Parize-en-Viry
- Toury-Lurcy
- Toury-sur-Jour
- Tresnay